# 基思·特卡丘克
基思·特卡丘克（英語：Keith Tkachuk，1972年3月28日—），美国男子冰球运动员。他曾代表美国参加1992年、1998年、2002年和2006年冬季奥林匹克运动会冰球比赛，其中2002年冬季奥运会获得银牌。